# Dalmally
Dalmally är en ort i Storbritannien.   Den ligger i kommunen Argyll and Bute och riksdelen Skottland, i den nordvästra delen av landet, 600 km nordväst om huvudstaden London. Dalmally ligger 46 meter över havet och antalet invånare är 400.
Terrängen runt Dalmally är huvudsakligen kuperad, men västerut är den bergig. Dalmally ligger nere i en dal. Runt Dalmally är det mycket glesbefolkat, med 3 invånare per kvadratkilometer. Närmaste större samhälle är Taynuilt, 16,6 km väster om Dalmally. I omgivningarna runt Dalmally växer i huvudsak blandskog.